# Giả thuyết Collatz
Giả thuyết Collatz đề cập đến một dãy số xác định như sau: bắt đầu bằng một số tự nhiên n bất kỳ. Mỗi số tiếp theo được xác định theo số trước đó bằng định nghĩa sau: nếu số trước đó là một số chẵn, thì số tiếp theo bằng một nửa số trước. Nếu số trước là một số lẻ, thì số tiếp theo bằng ba lần số trước cộng với 1. Phỏng đoán cho rằng với bất kỳ giá trị nào của n, dãy số luôn luôn đạt tới 1.
Phỏng đoán mang tên nhà toán học người Đức Lothar Collatz, ông đã nêu ra nó vào năm 1937, hai năm sau khi nhận bằng tiến sĩ toán học. Nó còn được biết đến là phỏng đoán 3n + 1, phỏng đoán Ulam (mang tên của Stanisław Ulam), bài toán Kakutani (mang tên Shizuo Kakutani), phỏng đoán Thwaites (mang tên Sir Bryan Thwaites), thuật toán Hasse (mang tên Helmut Hasse), hay bài toán Syracuse; dãy các số tự nhiên này cũng còn được gọi là dãy số mưa đá (bởi vì giá trị của chúng thường trải qua những đợt tăng hoặc giảm giá trị giống như hạt mưa đá bay lên và rơi xuống trong đám mây), hoặc các số ngạc nhiên.
Paul Erdős từng nói về phỏng đoán Collatz: "Toán học có thể chưa sẵn sàng cho những vấn đề như thế này." Ông cũng hứa giành tặng $500 cho ai đưa ra được lời giải. Jeffrey Lagarias năm 2010 dựa trên những thông tin hiểu biết về tình trạng của vấn đề này đã nói, "đây là một bài toán cực kỳ khó, vượt hoàn toàn ra khỏi tầm với của toán học hiện nay."

## Tổng quan

Các số từ 1 đến 9999 và tổng thời gian dừng tương ứng

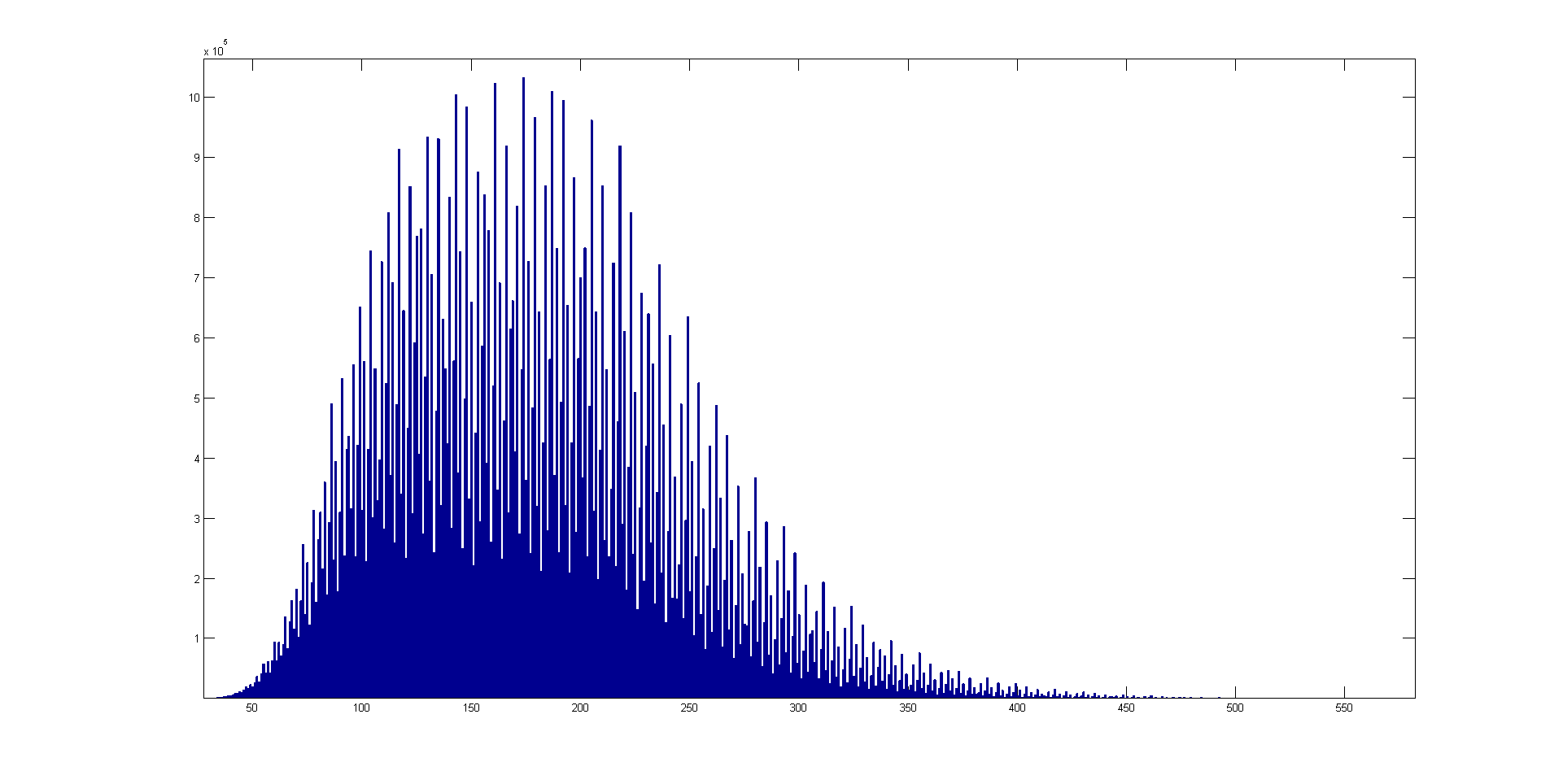
Biểu đồ thể hiện tổng thời gian dừng từ 1 đến 100 triệu. Tổng thời gian dừng biểu diễn trên trục hoành, tần suất của tổng thời gian dừng trên trục tung.

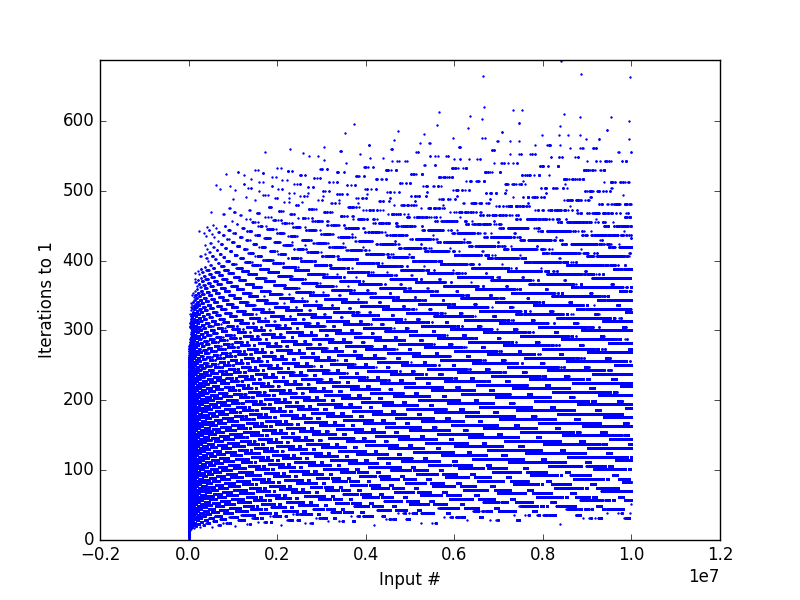
Số bước lặp của các số từ 2 đến 10 triệu.

Xét một phép toán sau tác động lên một số nguyên dương bất kỳ:
- Nếu nó là số chẵn, chia số đó cho 2.
- Nếu nó là số lẻ, nhân số đó với 3 và cộng 1.

Theo ký hiệu của số học mô đun, hàm số f được xác định như sau:
{\displaystyle f(n)={\begin{cases}n/2&{\text{nếu }}n\equiv 0{\pmod {2}}\\3n+1&{\text{nếu }}n\equiv 1{\pmod {2}}.\end{cases}}}
Sau đó một dãy số được hình thành từ các phép tính lặp lại này, bắt đầu bằng một số tự nhiên bất kỳ, mỗi số sau được xác định từ số trước đó.
Viết bằng ký hiệu:
{\displaystyle a_{i}={\begin{cases}n&{\text{với }}i=0\\f(a_{i-1})&{\text{với }}i>0\end{cases}}}
(nghĩa là: {\displaystyle a_{i}} là giá trị của {\displaystyle f} áp dụng với {\displaystyle n} bằng cách lặp đệ quy {\displaystyle i} lần;  {\displaystyle a_{i}=f^{i}(n)}).
Phỏng đoán Collatz cho rằng: Quá trình cuối cùng sẽ tiến tới 1, bất kể giá trị ban đầu được chọn bằng bao nhiêu.
Giá trị i nhỏ nhất sao cho ai = 1 được gọi là tổng thời gian dừng của n. Phỏng đoán Collatz cho rằng n có tổng thời gian dừng hữu hạn. Nếu, ví dụ có một số n nào đó, mà không tồn tại i, chúng ta nói rằng n có tổng thời gian dừng vô hạn và phỏng đoán bị bác bỏ.
Nếu phỏng đoán bị sai, khi ấy bởi vì với một số ban đầu nào đó sẽ cho các số tiếp theo mà không chứa  1. Dãy số này sẽ phải đi vào một vòng lặp mà không có 1, hoặc tăng tiến mà không bị chặn. Vẫn chưa có dãy nào như vậy được tìm thấy.

## Ví dụ
Lấy ví dụ, bắt đầu bằng n = 12, ta có những dãy số sau 12, 6, 3, 10, 5, 16, 8, 4, 2, 1.
n = 19, mất lâu hơn để đạt tới 1: 19, 58, 29, 88, 44, 22, 11, 34, 17, 52, 26, 13, 40, 20, 10, 5, 16, 8, 4, 2, 1.
Dãy đối với n = 27, như được liệt kê và vẽ trên đồ thị ở dưới, cần 111 bước lặp (41 bước qua số lẻ, được in đậm), tăng tiến đến giá trị cao nhất là  9232 trước khi thu giảm về 1.
27, 82, 41, 124, 62, 31, 94, 47, 142, 71, 214, 107, 322, 161, 484, 242, 121, 364, 182, 91, 274, 137, 412, 206, 103, 310, 155, 466, 233, 700, 350, 175, 526, 263, 790, 395, 1186, 593, 1780, 890, 445, 1336, 668, 334, 167, 502, 251, 754, 377, 1132, 566, 283, 850, 425, 1276, 638, 319, 958, 479, 1438, 719, 2158, 1079, 3238, 1619, 4858, 2429, 7288, 3644, 1822, 911, 2734, 1367, 4102, 2051, 6154, 3077,  9232, 4616, 2308, 1154, 577, 1732, 866, 433, 1300, 650, 325, 976, 488, 244, 122, 61, 184, 92, 46, 23, 70, 35, 106, 53, 160, 80, 40, 20, 10, 5, 16, 8, 4, 2, 1 (dãy số A008884 trong bảng OEIS)
Những số với 1 tổng thời gian dừng dài hơn giá trị xuất phát nhỏ hơn bất kỳ tạo nên 1 chuỗi bắt đầu với : 
1, 2, 3, 6, 7, 9, 18, 25, 27, 54, 73, 97, 129, 171, 231, 313, 327, 649, 703, 871, 1161, 2223, 2463, 2919, 3711, 6171, … (dãy số A006877 trong bảng OEIS).
Những giá trị bắt đầu cái mà  quỹ đạo cực đại là lớn hơn bất kỳ giá trị xuất phát nhỏ hơn được kể dưới :
1, 2, 3, 7, 15, 27, 255, 447, 639, 703, 1819, 4255, 4591, 9663, 20895, 26623, 31911, 60975, 77671, 113383, 138367, 159487, 270271, 665215, 704511,... (dãy số A006884 trong bảng OEIS)
Số bước để n tiến tới 1 là 
0, 1, 7, 2, 5, 8, 16, 3, 19, 6, 14, 9, 9, 17, 17, 4, 12, 20, 20, 7, 7, 15, 15, 10, 23, 10, 111, 18, 18, 18, 106, 5, 26, 13, 13, 21, 21, 21, 34, 8, 109, 8, 29, 16, 16, 16, 104, 11, 24, 24,... (dãy số A006577 trong bảng OEIS)
Tiến trình dài nhất cho bất kỳ số xuất phát ban đầu 
nhỏ hơn 10 là 9, với 19 bước lặp,
nhỏ hơn 100 là 97, với 118 bước lặp,
nhỏ hơn 1.000 là 871, với 178 bước lặp,
nhỏ hơn 10.000 là 6.171, với 261 bước lặp,
nhỏ hơn 100.000 là 77.031, với 350 bước lặp,
nhỏ hơn 1 triệu là 837.799, với 524 bước lặp,
nhỏ hơn 10 triệu là 8.400.511, với 685 bước lặp,
nhỏ hơn 100 triệu là 63.728.127, với 949 bước lặp,
nhỏ hơn 1 tỷ là 670.617.279, với 986 bước lặp,
nhỏ hơn 10 tỷ là 9.780.657.630, với 1132 bước lặp,
nhỏ hơn 100 tỷ là 75.128.138.247, với 1228 bước lặp,
nhỏ hơn 1 nghìn tỷ là 989.345.275.647, với 1348 bước lặp,
nhỏ hơn 10 nghìn tỷ là 7.887.663.552.367, với 1563 bước lặp,
nhỏ hơn 100 nghìn tỷ là 80.867.137.596.217, với 1662 bước lặp,
nhỏ hơn 1 triệu tỷ là 942.488.749.153.153, với 1862 bước lặp,
nhỏ hơn 10 triệu tỷ là 7.579.309.213.675.935, với 1958 bước lặp, và
nhỏ hơn 100 triệu tỷ là 93.571.393.692.802.302, với 2091 bước lặp.
Chú ý: những số này là những số thấp nhất với số bước tính đã được chỉ ra, nhưng không cần chỉ ra những số duy nhất đằng sau giới hạn đã cho. Ví dụ, 9,780,657,631 có 1132 bước như thế.
Những luỹ thừa cúa 2 hội tụ tới 1 nhanh chóng bởi vì  {\displaystyle 2^{n}} được giảm đi 1 nửa n lần để đạt đến 1, và không bao giờ tăng tiến.